# Helina caneo
Helina caneo är en tvåvingeart som beskrevs av Synder 1941. Helina caneo ingår i släktet Helina och familjen husflugor. Inga underarter finns listade i Catalogue of Life.